# Procambarus gibbus
Procambarus gibbus là một loài tôm sông trong họ Cambaridae. Nó là loài đặc hữu của the Flint River drainage in the U.S. state of Georgia, and is listed as Data Deficient on the Sách Đỏ IUCN.